# Kumbor
Kumbor je vesnice a přímořské letovisko v Černé Hoře. Je součástí opčiny města Herceg Novi, od něhož se nachází asi 6 km jihovýchodně. V roce 2003 zde žilo celkem 1 067 obyvatel.
Sousedními vesnicemi jsou Đenovići a Zelenika.